# 雪橇犬

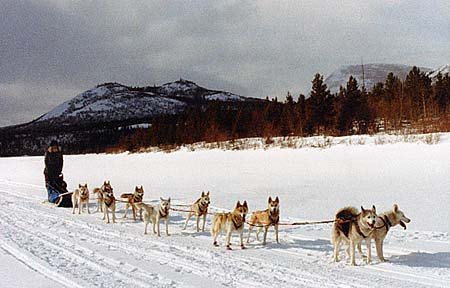
雪橇犬队形

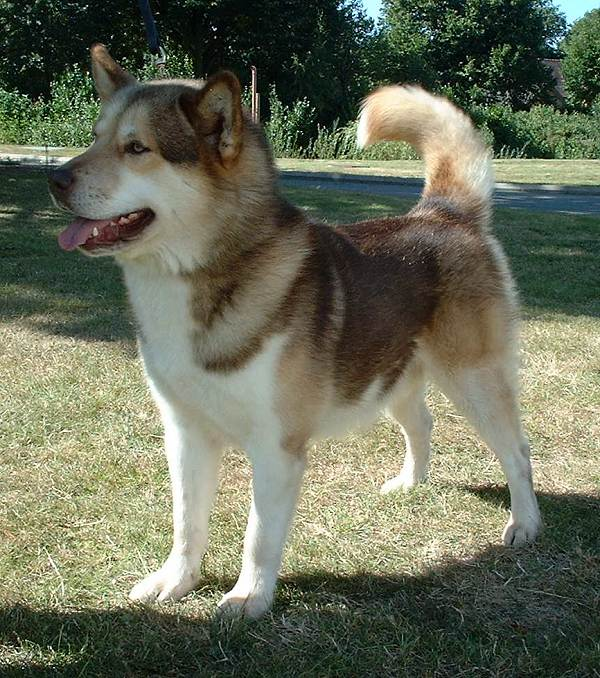
典型的雪橇犬（如格陵兰犬）特征：浓密双层皮毛、宽厚脚掌、竖立耳朵、卷曲尾巴与强健体魄

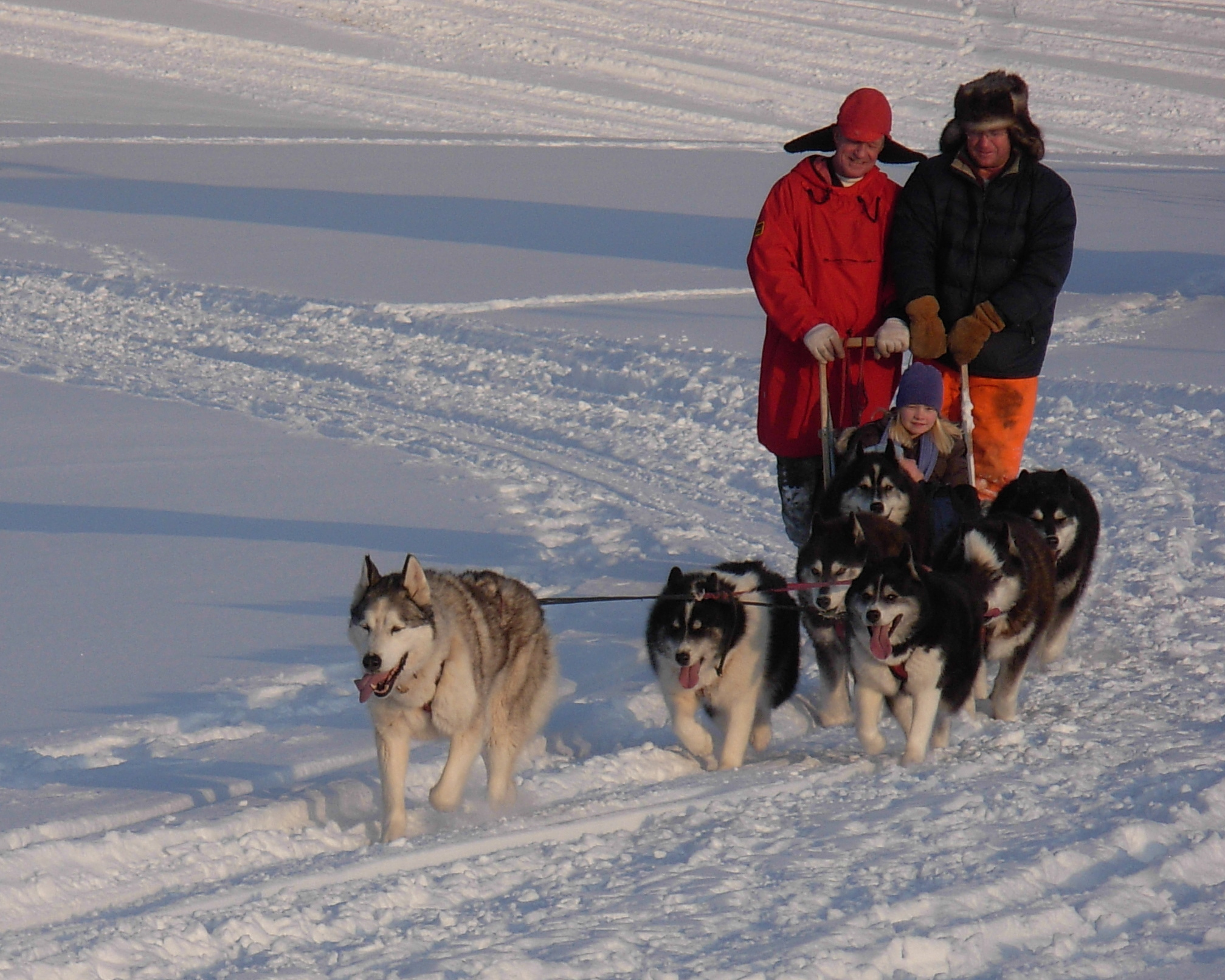
狗拉雪橇

雪橇犬是指通过挽具在雪地或冰面上拉动无轮载具的犬只。其起源可能与东西伯利亚部落悠久的冬季迁徙传统相关。爱斯基摩人和印第安人是最早使用雪橇犬的群体，现今则广泛用于休闲和竞赛活动，如雪橇运动项目。

## 品种
尽管任何中型犬种均可拉雪橇，但特定品种更常见。纯种雪橇犬包括西伯利亚雪橇犬、萨摩耶犬及稀有的格陵兰犬。现代雪橇竞速多选用无血统登记的混种阿拉斯加雪橇犬，常与德国短毛波音达杂交。历史上有贵宾犬队伍参与过艾迪塔罗德狗拉雪橇比赛。雪橇犬需兼具耐力与速度：长途行程单日可达80英里（约130公里），冲刺时平均时速达20英里（30km/h），恶劣条件下仍能维持6-7英里（10-11km/h）的持续速度。其四肢需强健以拉动不同雪橇，从25磅（11kg）短程竞速橇到大型货运橇皆可胜任。因队形中常需多犬协作，雪橇犬亦需具备强社交性。

## 队形
队形规模通常为3至24只，现代多用纵列套索排列，深雪环境下则采用单列或原住民传统的扇形队形。主要队形包含三种类型：最常见的双列队形中，犬只成对连接中央主绳，并通过项圈短绳（牵引带）固定。格陵兰爱斯基摩人使用的扇形队形适合开阔冰原，每犬牵引绳直连雪橇且长度不一。较少见的纵队队形由双主绳形成，犬只依次排列，传统绳索可能替换为横杆。队首由兼具服从性与自主性的领航犬领导，后方"动力犬对"负责维持节奏，靠近雪橇的"轮轴犬对"需体格强健以承受载荷冲击。

## 地区分布
雪橇犬文化已从传统北极地区扩展至北美、欧洲的冬季娱乐项目，并出现在澳大利亚和巴塔哥尼亚等非典型雪域。

## 流行文化

### 電影
- 南极物语（1983年）
- 極地長征（2006年）
- 多哥（2019年）
- 極地守護犬（2020年）

## 雪橇犬種
- 哈士奇
- 拉布拉多哈士奇（英语：Labrador Husky）
- 馬更些河哈士奇（英语：Mackenzie River husky）
- 薩哈林哈士奇
- 塞佩萊西伯利亞雪橇犬（英语：Seppala Siberian Sleddog）
- 阿拉斯加雪橇犬
- 西伯利亞雪橇犬
- 加拿大愛斯基摩犬
- 奇努克犬
- 歐洲獵犬
- 格陵蘭犬
- 薩摩耶犬